# Zack Bryant
Zackery Bryant, detto Zack (Hastings, 24 novembre 1997), è un cestista statunitense.